# حملة العمل كشخص واحد
«العمل كشخص واحد» (بالإنجليزية: Act As One)‏ هي حملة تهدف إلى منع العنف الأسري بقيادة حكومة كوينزلاند في أستراليا. تحوي الحملة الرسالة الأساسية ومفادها أن العنف الأسري يؤثر على النساء، والرجال، والأطفال، والعائلات، والجيران، وأماكن العمل، والمجتمعات.
ويُقدّر أن هذه الحملة تُكلف اقتصاد كوينزلاند من 2.7 إلى 3.2 مليار دولار سنويًا.
تهدف هذه الحملة إلى حشد الدعم المجتمعي للقضاء على العنف الأسري. تُعد رسالة هذه الحملة بمثابة دعوة إلى الجيران، والأصدقاء، وأفراد الأسرة، والزملاء، وأفراد المجتمع لاتخاذ موقف ضد العنف الأسري ودعم أولئك المتضررين.
تُشير الحملة إلى أننا قد نعرف جميعًا شخصًا يعاني من العنف الأسري؛ مما يوحي بإمكانية أن نكون «شخصًا واحدًا» لإحداث تغيير ملحوظ؛ مشيرًا إلى أنه كلما زاد عدد الأشخاص الذين يتعاملون كشخص واحد، أصبحت الرسالة أكثر قوة.
تدعم العديد من المجموعات المجتمعية حملة الحكومة بما في ذلك صاني كيدز SunnyKids التي أعدت حملة تلفزيونية من شأنها زيادة الوعي بالعنف الأسري وأثره على الأطفال بشكل خاص.
تحدد الحملة أيضًا 5 طرق «للعمل  كـشخص واحد» ألا وهي:
1. دعم شخص ما
2. متابعة  الحملة على فيسبوك وتويتر
3. حضور عدة فعاليات أو عقدها
4. الحديث عن هذه الحملة
5. تثقيف النفس